# Torsten Sievers
Torsten Sievers, född 25 mars 1898, död 2 mars 1942, var en finländsk journalist. 
Sievers föddes i Helsingfors som son till Axel och Anna Charlotta Sievers, född Lindström. I sitt första äktenskap var Torsten Sievers gift med Saga, född Aschan, och i sitt andra äktenskap med Ingrid, född af Björkesten.
Sievers inledde 1924 sin journalistiska bana vid tidningen Nyland och Nya Tidningen. 1925 blev han medarbetare vid Svenska Pressen, där han var redaktionssekreterare 1929–1932. Från 1933 till sin död var Sievers redaktionssekreterare vid Hufvudstadsbladet. Sievers ansågs vara en av den finlandssvenska pressens mest tongivande röster.
1919–1920 var Sievers ordförande för Akademiska Sångföreningen.